# Anthophora ireos
Anthophora ireos är en biart som först beskrevs av Peter Simon Pallas 1773.  Anthophora ireos ingår i släktet pälsbin, och familjen långtungebin. Inga underarter finns listade i Catalogue of Life.